# Eisothistos bifidus
Eisothistos bifidus är en kräftdjursart som beskrevs av Knight-Jones 2002. Eisothistos bifidus ingår i släktet Eisothistos och familjen Expanathuridae. Inga underarter finns listade i Catalogue of Life.